# Уплотнение грунтов
Уплотнение грунтов — процесс, который включает уменьшение содержания воздуха в грунте. Предварительно выбранный грунт должен иметь достаточную прочность, быть относительно несжимаемым, чтобы будущая осадка не была значительной, быть устойчивым к изменению объема при изменении содержания воды или других факторов, быть прочным и безопасным от разрушения, а также обладать надлежащей проницаемостью.

## Механизм уплотнения
Грунт укладывается слоями (англ. soil lifts ). Способность нижележащих слоев насыпи правильно уплотняться зависит от состояния покрываемого природного материала. Если нижележащие слои засыпать без уплотнения, они могут в течение длительного времени сжиматься под тяжестью насыпи, вызывая осадочные трещины в любой конструкции, поддерживаемой насыпью. Чтобы определить, выдержит ли естественный грунт первые слои насыпи, участок можно проверить. Контрольная прокатка заключается в использовании тяжелой строительной техники для прокатки по площадке насыпи и наблюдении за обнаружением прогибов. Эти области будут обозначены развитием колеи, накачки или переплетения грунта.
Чтобы обеспечить адекватное уплотнение почвы, в спецификациях проекта будет указана требуемая плотность почвы или степень уплотнения, которая должна быть достигнута. Эти спецификации обычно рекомендуются инженером-геотехником в инженерно-геологическом отчете. Тип почвы, то есть гранулометрический состав, форма почвенных зерен, удельный вес твердых частиц почвы, а также количество и тип присутствующих глинистых минералов, оказывает большое влияние на максимальный сухой удельный вес и оптимальное содержание влаги. Это также оказывает большое влияние на то, как материалы должны быть уплотнены в данных ситуациях. Уплотнение осуществляется с помощью тяжелой техники. В песках и гравиях оборудование обычно вибрирует, чтобы вызвать переориентацию частиц почвы в более плотную конфигурацию. В алевритах и глинах часто используют овчинный каток для создания небольших зон интенсивного сдвига, который вытесняет воздух из почвы.

## Область применения
Уплотнение грунтов производится для обеспечения их заданной плотности и уменьшения величины и неравномерности последующей осадки оснований и земляных сооружений. При уплотнении грунтов увеличивается их прочность, уменьшается сжимаемость и фильтрационная способность. Степень уплотнения грунтов оценивается по объемной массе его скелета: уплотненным называется (условно) грунт объемная масса скелета которого 1,6 т/м3.
Уплотнение грунтов получило распространение в гидротехническом, автодорожном, железнодорожном строительстве, при выполнении земляных работ, связанных с вертикальной планировкой застраиваемых территорий, при засыпке котлованов и траншей после устройства фундаментов, прокладке подземных коммуникаций и т. д. Весьма эффективно уплотнение грунтов при подготовке оснований на неоднородных (по сжимаемости) насыпных, просадочных и водонасыщенных глинистых грунтах.

## Методы
Для уплотнения грунтов применяют: укатку, трамбование, вибрирование, гидравлический способ (намыв), уплотнение лёссовых грунтов замачиванием, сейсмоуплотнение (уплотнение взрывами), а также сочетание двух способов: например, вибрирование с трамбованием (виброудар), вибрирование с нагнетанием воды (гидровиброуплотнение) и т. п. Весьма эффективно для уплотнения слабых грунтов применение т. н. грунтовых свай и т. н. гранулометрических добавок.
При поверхностном уплотнении грунтов применяют катки дорожные, трамбовочные машины, вибраторы, виброплиты и т. п. Глубинное уплотнение грунтов производят при оптимальной влажности; если естественная влажность грунта меньше оптимальной, его предварительно увлажняют. Контроль качества уплотнения грунтов осуществляют статическим и динамическим зондированием, а также отбором образцов из уплотненного слоя с целью исследования его прочности, деформационных и фильтрационных свойств.